# 正方里駅
正方里駅（チョンバンニえき）は、朝鮮民主主義人民共和国黄海北道沙里院市にある朝鮮民主主義人民共和国鉄道省平釜線の駅である。

## 歴史
- 1923年7月1日：桂東駅として開業[1]。
- 日時不明：正方里駅に改称。

## 隣の駅
朝鮮民主主義人民共和国鉄道省
平釜線
沈村駅 - 正方里駅 - 沙里院青年駅